# 野地竜太
野地 竜太（のじ りゅうた、1978年10月6日 - ）は、日本の空手家・キックボクサー・総合格闘家。東京都世田谷区出身。野地道場 TEAM GARO所属。

## 概要
極真会館（松井派）城西世田谷東支部でフルコンタクト空手の選手として活躍。パンクラスへと移り、総合格闘家となった。
空手家でありながらK-1・キックボクシング・総合格闘技など様々な異種格闘技に挑戦。
現在は選手を引退し、日本空手道野地道場（東京・勝どき）の代表として後進の指導に当たっている。

## 来歴
1996年10月、極真会館（松井派）主催の第28回全日本空手道選手権大会で黄帯ながらベテラン岩崎達也に右上段回し蹴りで一本勝ちし衝撃のデビュー、敢闘賞を獲得した。
1998年11月、極真会館（松井派）主催の第30回全日本空手道選手権大会に出場し、4位入賞。本大会において、岩崎達也と再戦し、前回同様に右上段回し蹴りで一本勝ちし返り討ちを果たした。
1999年3月25日、SRS藤原紀香番組卒業特番でのスペシャルワンマッチでニコラス・ペタスと対戦し、再延長終了時点で判定勝ち。
1999年11月、極真会館（松井派）主催の第7回全世界空手道選手権大会に初出場。準々決勝でグラウベ・フェイトーザに判定負け。21歳にして7位入賞を果たした。
2000年、極真空手アメリカズカップで準優勝。この大会を最後に空手の稽古からはいったん離れ、顔面技術取得のためキックボクシングの練習に主軸を置き始める。
キックボクシングの練習を始めて1か月半後の2000年11月29日、デビュー戦でDEION（新空手'98全日本重量級王者）を相手に1RKO勝利。
2001年8月10日、キックボクシングのリングで、1997年K-1ジャパングランプリ第3位の実績を持つ安部康博からダウンを奪っての判定勝ち。
2002年1月11日、「一撃」旗揚げ戦のメインイベントで武蔵と対戦、判定負け。
2002年4月21日、K-1デビューとなるK-1 BURNING 2002でアンドリュー・ペックと対戦し、お互いダウンを奪い合い、判定で引き分け。
2003年2月22日、「一撃」でユルゲン・クルトと対戦し、判定負け。
2003年7月、極真時代から怪我を抱えていた両足首の手術を行った。
その後、総合格闘技の練習も始め、2004年3月18日、パンクラスMEGATONへの入団が発表された。
2004年6月6日、第7回梶原一騎杯キックガッツ2004で菊田早苗と総合エキシビションマッチを行った。
2004年7月25日、パンクラスデビュー戦でコブス・ハイサマンと対戦。1R開始12秒右フック一撃でKO負け。11月7日、パンクラス2戦目ではベテランの柳澤龍志に勝利した。
2005年2月6日、HEAT 1stで、志村道場館長でありHEAT代表でもある志村民雄とエキシビションマッチを行なった。
2005年3月6日、パンクラスでセハク（当時パンクラスヘビー級ランキング1位）と対戦。膝蹴りでKO勝ち。
2005年5月1日、パンクラスでオー・ジン・チョルと対戦し、パウンドで1RKO勝ち。
2005年5月、パンクラスMEGATONがパンクラスとの業務提携を解除し脱退したことを受け、パンクラスMEGATONからパンクラスへと移籍。また7月10日にエルヴィス・シノシックと対戦予定であったが、練習中に右足首踵腓靱帯および後踵腓靱帯を損傷し欠場となった。
2005年11月4日、パンクラスでポアイ菅沼と対戦。三角絞めで一本負け。この試合から所属を「パンクラスGARO」とした。「GARO（がろう）」という名前は夢枕獏の「餓狼伝」から付けられた（夢枕の許諾も得ている）。
2006年4月9日、パンクラス第2代ヘビー級（-100kg）王者決定トーナメント1回戦でプロレスリング・ノアの杉浦貴と対戦。三日月蹴りをボディーに見舞い、ガードの落ちた杉浦にハイキック、崩れ落ちた所へ踏みつけを浴びせてKO勝ち。
2006年6月6日、トーナメント準決勝でアルボーシャス・タイガーと対戦予定であったが、5月26日の練習中に右拳を亀裂骨折し全治1か月と診断され、トーナメントを棄権した。
2006年6月14日、パンクラスを退団した。
2006年10月28日、MARS 05でセルゲイ・シュメトフと対戦し、パウンドでタップアウト勝ち。
2007年3月23日、HEAT 3rdで恩田剛徳と総合格闘技ルールで対戦し、判定勝ち。
2007年8月11日、HEAT4でロイド・ヴァン・ダムとキックルールで対戦するも手数に劣り判定負け。
2007年11月25日、HEAT5でペック・アンドリューとキックルールで対戦。判定負け。
2008年3月30日、HEAT6でホ・ミンソクと総合格闘技ルールで対戦。空手仕込みの前蹴りでボディを効かせ、相手選手の戦意喪失によるTKO勝ち。
2008年4月20日、新日本キックボクシング協会主催「TITANS NEOS III」にて久々のキックボクシングのリングに立つ。序盤、相手選手の蹴りが下腹部に入るなどのアクシデントがあったが、2ラウンド、怒涛のラッシュでKO勝ち。
2009年6月4日、香港・クイーンエリザベススタジアムで開催されたPlanet Battleでラマザン・ラマザノフと対戦し、判定負け。
2009年11月10日、「DEEP&CMA大感謝祭!」のCMA KPWヘビー級チャンピオン決定戦でライアン・グッドマンと対戦し、TKO勝ちを収め王座獲得に成功した。
2010年3月28日、DEEP 46 IMPACTで行なわれた「初代DEEPライトヘビー級王者決定トーナメント」の1回戦で藤井克久と対戦し、インサイドガードからのパウンド連打でTKO勝ち。なお、藤井はこの試合を以って引退を表明した。
2010年4月17日、DEEP 47 IMPACTで行なわれたトーナメント準決勝で井上俊介に判定勝ちするも、決勝で中西良行に判定を喫し王座獲得に失敗した。
2010年5月、「日本空手道 野地道場」を立ち上げ、キックボクシングジム「LAILAPS東京北星ジム」内にてキッズ空手の指導を開始。
2010年7月24日、GLADIATOR 8のCMA KPWヘビー級王座防衛戦で濱田順平と対戦し、TKO勝ちを収め王座初防衛に成功した。
2010年10月24日、DEEP 50 IMPACTで元新日本プロレスの長尾浩志と対戦し、膝蹴りでTKO勝ちを収めた。
2011年3月6日、GLADIATOR GシリーズのCMA KPWヘビー級タイトルマッチでソン・ヘソクと対戦。 序盤はヘソクのフックの連打につかまり、右フックのクリーンヒットで腰を落とし、フラッシュダウンにあたる状態となるも、すぐに立ち上がり、首相撲からのヒザ蹴りを浴びせる。防戦一方となったヘソクは、膝蹴りによりダウン。そこからパウンド連打を浴びせ、TKO勝ちを収め王座の2度目の防衛に成功した。

## 戦績

### 総合格闘技
| 総合格闘技 戦績 | 総合格闘技 戦績 | 総合格闘技 戦績 | 総合格闘技 戦績 | 総合格闘技 戦績 | 総合格闘技 戦績 | 総合格闘技 戦績 |
| --------------- | --------------- | --------------- | --------------- | --------------- | --------------- | --------------- |
| 22 試合         | (T)KO           | 一本            | 判定            | その他          | 引き分け        | 無効試合        |
| 15 勝           | 11              | 0               | 4               | 0               | 0               | 0               |
| 7 敗            | 3               | 2               | 2               | 0               | 0               | 0               |

| 勝敗 | 対戦相手                               | 試合結果                        | 大会名                                                           | 開催年月日     |
| ×    | レヴァン・ラズマゼ                     | 1R 3:16 腕ひしぎ十字固め        | DEEP 57 IMPACT 〜12年目の現実〜 【DEEPメガトン級タイトルマッチ】 | 2012年2月18日  |
| ○    | カルロス・トヨタ                       | 5分2R終了 判定3-0               | GLADIATOR 25                                                     | 2011年10月30日 |
| ○    | 森川修次                               | 1R 2:56 TKO（タオル投入）       | DEEP 55 IMPACT                                                   | 2011年8月26日  |
| ○    | ソン・ヘソク                           | 1R 1:03 TKO（パウンド）         | GLADIATOR Gシリーズ15 "G-I 2" 【CMA KPWヘビー級タイトルマッチ】  | 2011年3月6日   |
| ○    | 長尾浩志                               | 1R 1:33 TKO（膝蹴り）           | DEEP 50 IMPACT 〜10年目の奇跡〜                                  | 2010年10月24日 |
| ○    | 濱田順平                               | 1R 2:11 TKO（パウンド）         | GLADIATOR 8 【CMA KPWヘビー級タイトルマッチ】                    | 2010年7月24日  |
| ×    | 中西良行                               | 5分2R終了 判定0-5               | DEEP 47 IMPACT 【ライトヘビー級王者決定トーナメント 決勝】       | 2010年4月17日  |
| ○    | 井上俊介                               | 5分2R終了 判定5-0               | DEEP 47 IMPACT 【ライトヘビー級王者決定トーナメント 準決勝】     | 2010年4月17日  |
| ○    | 藤井克久                               | 1R 3:18 TKO（パウンド）         | DEEP 46 IMPACT 【ライトヘビー級王者決定トーナメント 1回戦】      | 2010年2月28日  |
| ○    | ライアン・グッドマン                   | 2R 3:54 TKO（タオル投入）       | DEEP&CMA大感謝祭! 【CMA KPWヘビー級チャンピオン決定戦】          | 2009年11月10日 |
| ×    | 戦闘竜                                 | 1R 1:14 KO（右フック→パウンド） | HEAT9 【総合ルール ヘビー級トーナメント 準決勝】                 | 2009年3月28日  |
| ×    | ヤン・ドンイ                           | 2R 3:46 TKO（パウンド）         | HEAT8 【総合ルール ヘビー級トーナメント 1回戦】                  | 2008年12月14日 |
| ○    | ホ・ミンソク                           | 2R 0:01 TKO（タオル投入）       | HEAT6                                                            | 2008年3月30日  |
| ○    | 恩田剛徳                               | 5分3R終了 判定3-0               | HEAT 3rd. in ZEPP NAGOYA                                         | 2007年3月23日  |
| ×    | エドモンド・カバウカンチ・ジュニオール | 5分3R終了 判定0-2               | MARS 06 "RAPID FIRE"                                             | 2006年12月22日 |
| ○    | セルゲイ・シュメトフ                   | 1R 3:39 ギブアップ（パウンド）  | MARS 05 "MARCHING ON"                                            | 2006年10月28日 |
| ○    | 杉浦貴                                 | 1R 3:25 KO（踏みつけ）          | PANCRASE 2006 BLOW TOUR                                          | 2006年4月9日   |
| ×    | ポアイ菅沼                             | 1R 3:12 三角絞め                | PANCRASE 2005 SPIRAL TOUR                                        | 2005年11月4日  |
| ○    | オー・ジン・チョル                     | 1R 1:44 KO（パウンド）          | PANCRASE 2005 SPIRAL TOUR                                        | 2005年5月1日   |
| ○    | セハク                                 | 1R 4:25 KO（ボディへの膝蹴り）  | PANCRASE 2005 SPIRAL TOUR                                        | 2005年3月6日   |
| ○    | 柳澤龍志                               | 5分3R終了 判定3-0               | PANCRASE 2004 BRAVE TOUR                                         | 2004年11月7日  |
| ×    | コブス・ハイサマン                     | 1R 0:12 KO（右フック）          | PANCRASE 2004 BRAVE TOUR                                         | 2004年7月25日  |

### 空手
| 勝敗 | 対戦相手                   | 試合結果               | 大会名                                       | 開催年月日    |
| ×    | セルジオ・ダ・コスタ       | 判定                   | アメリカズカップ2000 【決勝戦】              | 2000年9月23日 |
| ○    | 本間唯志                   | 判定                   | アメリカズカップ2000 【準決勝】              | 2000年9月23日 |
| ○    | ザンデル・ササキ           | 判定                   | アメリカズカップ2000                         | 2000年9月23日 |
| ○    | ティンク・チョードリ       | 判定                   | アメリカズカップ2000                         | 2000年9月23日 |
| ○    | モハメド                   | 一本                   | アメリカズカップ2000                         | 2000年9月23日 |
| ×    | グラウベ・フェイトーザ     | 判定                   | 極真空手全世界空手道選手権大会 【準々決勝】  | 1999年11月    |
| ○    | セルジオ・ダ・コスタ       | 判定                   | 極真空手全世界空手道選手権大会               | 1999年11月    |
| ○    | ニコラス・ペタス           | 判定                   | SRS藤原紀香番組卒業特番 スペシャルワンマッチ | 1999年3月25日 |
| ×    | 木山仁                     | 判定                   | 第30回極真空手全日本選手権大会 【3位決定戦】 | 1998年11月    |
| ×    | 田村悦宏                   | 判定                   | 第30回極真空手全日本選手権大会 【準決勝】    | 1998年11月    |
| ○    | 岩崎達也                   | 一本（右上段回し蹴り） | 第30回極真空手全日本選手権大会               | 1998年11月    |
| ×    | ウォルター・シュナーベルト | 一本                   | 第28回極真空手全日本選手権大会               | 1996年10月    |
| ○    | 岩崎達也                   | 一本（右上段回し蹴り） | 第28回極真空手全日本選手権大会               | 1996年10月    |

### キックボクシング
| 勝敗 | 対戦相手                   | 試合結果                 | 大会名                                                                                                 | 開催年月日     |
| ○    | 市川公貴                   | 3R終了 判定3-0           | J-NETWORK「GET REAL in J-WORLD 4th」                                                                   | 2009年10月4日  |
| ×    | ラマザン・ラマザノフ       | 3R終了 判定0-3           | Planet Battle Queen Elizabeth Stadium                                                                  | 2009年6月4日   |
| ×    | マグナム酒井               | 3分3R終了 判定0-3        | マーシャルアーツ日本キックボクシング連盟 2009士道館新春興行 BREAK THROUGH-9 〜添野道場40周年記念大会〜 | 2009年2月15日  |
| ○    | 嚴士鎔                     | 2R 3:04 KO（パンチ連打） | 新日本キックボクシング協会「TITANS NEOS III」                                                          | 2008年4月20日  |
| ×    | ペック・アンドリュー       | 3分3R終了 判定0-3        | HEAT5 〜MEGA BATTLE HEAT from NAGOYA〜                                                                 | 2007年11月25日 |
| ×    | ロイド・ヴァン・ダム       | 3分3R終了 判定0-3        | HEAT4 〜MEGA BATTLE HEAT from NAGOYA〜                                                                 | 2007年8月11日  |
| ×    | ユルゲン・クルト           | 3分5R終了 判定0-3        | 一撃 2.22 ICHIGEKI                                                                                     | 2003年2月22日  |
| ×    | 中迫剛                     | 3分3R終了 判定0-3        | K-1 ANDY SPIRITS 2002 〜JAPAN GP 決勝戦〜 【K-1 JAPAN GP 1回戦】                                       | 2002年9月22日  |
| △    | アンドリュー・ペック       | 3分5R終了 判定0-1        | K-1 BURNING 2002 〜広島初上陸〜                                                                        | 2002年4月21日  |
| ×    | 武蔵                       | 3分5R終了 判定0-2        | 一撃 1.11 ICHIGEKI                                                                                     | 2002年1月11日  |
| ○    | エドウィン・ガーテンバック | 1R 1:59 KO（右アッパー） | 全日本キックボクシング「GO AHEAD!」                                                                    | 2001年10月12日 |
| ○    | 安部康博                   | 3R終了 判定3-0           | 全日本キックボクシング「HOT SHOT」                                                                     | 2001年8月10日  |
| ○    | DEION                      | 1R 2:48 KO（右フック）   | 全日本キックボクシング「LEGEND-X」                                                                     | 2000年11月29日 |

## 獲得タイトル
- 初代CMA KPWヘビー級王座（2009年）

## 選手データ
- パンクラス
- HEAT
- バウトレビュー
- SHERDOG